# Hôtel Tabart
Pour les articles homonymes, voir Tabart.
L'hôtel Tabart est une hôtel particulier situé 8 rue Pascal à Brioude, sous-préfecture de la Haute-Loire, et dans la région administrative de l'Auvergne-Rhône-Alpes. Il est inscrit aux monuments historiques.

## Description historique
Une maison d'un chanoine-comte occupe l'emplacement dès le XIVe siècle. Il pourrait rester de cette époque un chambranle de porte orné de bessants, au fond de la cour intérieure. Desservant l'ensemble des constructions situées aujourd'hui aux numéros 6 et 8, la cour comprend un corps de bâtiment sur rue, une cour intérieure centrale et une aile sur jardin. La cour fut découpée en deux lorsque deux propriétaires l'ont fractionné. L'élévation ouest de la cour est ouverte par trois galeries à balustrades de bois, le troisième niveau est à l'origine équipé de panneaux à plis de serviettes. La cage d'escalier à loggias constituée d'un mixte bois-pierre montre une structure qui est peu présente dans cette région en étant bien conservée. Un parquet situé dans le salon du premier étage est aménagé au milieu du XVIIIe siècle, et un double vantail de la porte cochère fut lui aussi installé à cette période. L'escalier de l’hôtel actuel s'y trouvait déjà en 1720.
La cour intérieure avec sa cage d'escalier et ses galeries en bois sont inscrites au titre des monuments historiques par arrêté du 18 août 1988.